# Motalaspännet

Motalaspännet. Det praktfulla spännet är av rent guld och prytt med ädelstenar. Det har troligen varit avsett för en biskops korkåpa. Det hittades 1818 av en fiskare som fångade ål i Motala ström.

Motalaspännets baksida

Motalaspännet, även kallat Spännet från Kimstad, är ett smycke av guld med ädelstenar såsom safirer, rubiner, smaragder och ametister. Smycket är ungefär stort som en CD-skiva, det är 19,2 cm i diameter. Det hittades i Motala ström vid Kimstad kvarn i Norrköpings kommun en sommarmorgon 1818 av lantbrukaren Gabriel Gabrielsson när han vittjade sina ålgarn. Smycket förvaras på Statens historiska museum i Stockholm.
Det tros vara tillverkat på 1300-talet, troligen i Frankrike. Kanske har spännet kommit till i en ateljé i Paris i början av 1300-talet, det är ett högtstående guldsmedsarbete. Hur detta guldspänne hamnade i Motala ström lär vi aldrig få veta. Inte heller kommer vi att få veta på vilka underliga vägar denna klenod hamnade där, eller vem som varit spännets ägare dessförinnan. Smyckets dekor är helt och hållet världslig, utan minsta antydan om ett kyrkligt bruk, men det har räknats som en biskops kåpespänne, det vill säga ett spänne för en korkåpa. För att hålla samman manteln på bröstet kunde tidens förnäma damer bära sådana spännen. En teori är att smycket tillhört drottning Blanka av Namur, gift med den svenske kungen Magnus Eriksson.  
Kompositionen på spännets dekor kan erinra om rosettfönstret i en gotisk katedral, som är hjulformig med ekrar och i mitten en sexuddig stjärna. I botten är det en slät guldskiva och på höga stift sitter ett antal slätt välvda safirer och planslipade rubiner samt smaragder och ametister i regelbunden växling. Många av stiften är tomma och det vittnar om en nu försvunnen dekor av 60 pärlor, som tydligen lösts upp under spännets långa förvaring i vattnet. Små gjutna guldfigurer sitter mellan ädelstenarna, där finns en yttre krans av lejon, örnar och gripar samt en inre krans av de fabelväsen, som kallas chimairor. Dessa är tvåbenta, bevingade fabelväsen med kvinnohuvud på långa halsar, och i stjärnans spetsar sitter kentaurer som dansar och musicerar. I de gotiska katedralernas skulpturer är det samma lekfulla fabelvärld, som är både skrämmande och underhållande. Dessa förekommer även i de så kallade drolerierna i de medeltida manuskriptens marginaler.